# Лукашенко, Георгий Михайлович
Лукашенко Георгий Михайлович (12 июля 1935, Кривой Рог, Днепропетровская область — 18 мая 1990, Кривой Рог, Днепропетровская область) — советский учёный, физико-химик. Доктор химических наук (1978), профессор (1987).

## Биография
Родился 12 июля 1935 года в городе Кривой Рог.
Воспитанник средних школ № 10 и 29 в Кривом Роге.
В 1957 году окончил Киевский университет.
С 1957 года — в Институте проблем материаловедения НАНУ (Киев): научный сотрудник, руководитель группы, руководитель отдела. В 1983—1990 годах — заведующий лабораторией термодинамики сплавов и материалов отдела физической химии неорганических материалов.
Умер 18 мая 1990 года в городе Кривой Рог.

## Научная деятельность
Один из ведущих специалистов в области термодинамики металлических сплавов. Изучал термодинамические свойства жидких сплавов, твёрдых растворов металлов и интерметаллических соединений на основе переходных и редкоземельных металлов — более 60 бинарных металлических систем, по большей части исследованных впервые.
Автор 150 научных трудов. Создал научную школу по термодинамике металлических сплавов. Организовывал научные конференции.

### Научные труды
- Вклады в термодинамические функции некоторых упорядочивающихся твёрдых растворов // Диаграммы состояния в материаловедении. — Киев, 1984;
- Термодинамічні властивості надпровідникових сполук ванадію типу А 15 // Вісник АН УРСР. — 1986. — № 3 (в соавторстве);
- Thermodynamic Properfies of Binary Liquid Alloys of Silver with Rare Carth Metals // J. of Less-Common Metals. 1987. Vol. 133 (в соавторстве);
- Термодинамика двойных жидких сплавов на основе переходных металлов // Физ. химия неорган. материалов. 1988. — Т. 2 (в соавторстве);
- Термодинамика твёрдых растворов на основе переходных металлов // Стабильность фаз и фазовые равновесия в сплавах переходных металлов. — Киев, 1991 (в соавторстве).

## Награды
- Государственная премия УССР в области науки и техники (2 декабря 1985) — за цикл работ «Исследование по химической термодинамике металлических сплавов и тугоплавких соединений»[1].